# 金硕仁
金硕仁（韓語：김석인，1954年4月—），男，朝鲜族，吉林汪清人，中华人民共和国政治人物，中国共产党党员，全国人民代表大会吉林地区代表。

## 生平
毕业于吉林大学经济管理学院世界经济专业。2008年，担任全国人大常委会委员、全国人大民族委员会委员，吉林省延边朝鲜族自治州人大常委会主任。2013年，被选为全国人大代表。